# Amfoternost
Amfoternost (od grč. riječi amfoteros, što znači s obje strane, obostran; i jedan i drugi) jest sposobnost (svojstvo) nekih tvari (elemenata; hidroksida, oksida i sulfida), da već prema sredstvu u kojem se nalaze, mogu djelovati (reagiraju) kao kiseline ili kao baze.

To svojstvo pokazuju ugl. oni spojevi u kojima je veza između središnjeg i kisikova atoma približno iste polarnosti kao i veza između kisikova i vodikova atoma tako da se uz određene uvjete heterolitički kida jedna, odn. druga veza. Npr. aluminijev hidroksid (Al(OH)3), u kiselome mediju reagira kao baza, a u lužnatome kao kiselina. Voda također pokazuje amfoterno svojstvo.
Amfoterni elementi pod određenim uvjetima mogu stvarati katione (kao metali), a pod drugim anione (kao nemetali). Spojevi koji imaju i kiselu i bazičnu skupinu u istoj molekuli (npr. aminokiseline) mogu se također smatrati amfoternima. Otapala (npr. voda), koja mogu dati i primiti proton, nazivaju se amfiprotičnima.
Amfoterni spojevi mogu imati ili samo kationske ili samo anionske ione, za razliku od cviteriona koji u isto vrijeme mogu imati oba ionska stanja u istoj molekuli.

## Primjeri
Primjeri amfoternih tvari su aminokiseline, proteini i voda. Mnogi metali (cink, kositar, olovo, aluminij i berilij) imaju amfoterne okside.
Cinkov oksid (ZnO) reagira različito u ovisnosti od pH otopine:
U kiseloj sredini: ZnO + 2H+ → Zn2+ + H2O
U lužnatoj sredini: ZnO + H2O + 2OH- → [Zn(OH)4]2-